# Eduard Juhl
Eduard Hans Juhl (* 2. November 1884 in Enge, Kreis Tondern; † 10. Juni 1975 in Hamburg-Rissen) war ein deutscher evangelisch-lutherischer Pfarrer und geistlicher Schriftsteller.

## Leben
Eduard Juhl war Pfarrer der Auferstehungsgemeinde Hamburg-St. Pauli (1921–1927), Anstaltspfarrer und Leiter der Stadtmission Halle/Saale (1927–1930), Pfarrer in Wuppertal-Barmen (1930–1934), in Hamburg-Groß Flottbek (1934–1946), Pastor und Propst in Leck/Schleswig (1946–1954). Er war Leiter des Landesverbandes der weiblichen Jugend in Hamburg, Leiter der Stadtmission in Halle/Saale, Bundeswart des Westdeutschen Jungmännerbundes in Wuppertal, Propst des Kirchenkreises Südtondern in Leck und (von 1953 bis 1958) Mitglied der Kirchenleitung der Ev.-Luth. Landeskirche Schleswig-Holsteins.

### Theologiestudent in Tübingen und Halle und Zollbeamter in Hamburg
Als Sohn eines Lehrers 1884 in Enge geboren, verbrachte Juhl seine Schuljahre in Garding und Husum und widmete sich ab 1904 dem Studium der Theologie in Tübingen und Halle. Sein Spitzname als Pennäler und Student war Jörn Uhl. Abgekürzt ergab das seinen Namen: J. Uhl. In Tübingen studierte er bei Theodor Haering, Adolf Schlatter, Julius Grill und Karl Holl, in Halle bei Martin Kähler, Emil Kautzsch, Erich Haupt, Friedrich Loofs und Wilhelm Lütgert, dessen „Famulus“ er war. Zu seinen Kommilitonen gehörten Paul Tillich, Arnold zur Nieden und Henri Birmelé, die wie er Mitglieder im Hallenser Wingolf waren. Aus inneren und äußeren Gründen gab Juhl „bald nach dem ersten Examen“ die Theologie auf und trat als Supernumerar (= Beamtenanwärter) in die Zollverwaltung in Hamburg ein.

### Soldat im Ersten Weltkrieg und Kriegsgefangener in Sibirien
Während des Ersten Weltkrieges geriet Juhl als Leutnant im November 1914 in Ostpreußen verwundet in russische Kriegsgefangenschaft und verbrachte nach Lazarettaufenthalten in Warschau, Polozk und Moskau fast fünf Jahre in Sibirien, worüber er sich mehrfach literarisch äußerte. Auf Wunsch seiner Kameraden wurde er Lagergeistlicher für mehrere Gefangenenlager. Auch die Fürsorge für die gefangenen Mannschaften in Zusammenarbeit mit dem Schwedischen Roten Kreuz wurde ihm übertragen. Diese Aufgabe brachte ihn in Kontakt mit der Schwedin Elsa Brändström.
Ein Auftrag des Preußischen Kriegsministeriums und des Deutschen Roten Kreuzes ließ ihn im Mai 1918 Mitglied einer der in Folge des Friedensvertrages von Brest-Litowsk entstandenen Gefangenenfürsorge- und Austauschkommissionen werden. Eine Verhaftung wegen Spionageverdachtes während der Wirren des russischen Bürgerkrieges brachte ihm eine achtmonatige Internierung in Omsk ein. Mit allen übrigen Mitgliedern der Gefangenenfürsorgekommission wurde er mit Datum vom 29. März 1919 aus Sibirien ausgewiesen und am 5. April 1919 unter Garantie der Schweden über Wladiwostok, Amerika, Norwegen und Dänemark nach Deutschland abtransportiert.

### Stadtmissionar in Hamburg-St. Pauli und Halle/Saale
Die Erlebnisse der Gefangenschaft waren für Juhl Anlass, sich erneut der Theologie zuzuwenden. Nach dem zweiten theologischen Examen, das er 1920 ohne weitere Vorbereitung innerhalb von drei Tagen vor dem Konsistorium in Kiel ablegen durfte, und nach einem zweimonatigen Erholungsaufenthalt in Schweden im Winter 1920/1921, bei dem er Elsa Brändström wiedersah und Erzbischof Nathan Söderblom kennenlernte, wurde er am 26. Juni 1921 in Hamburg ordiniert und übernahm eine Pfarrstelle in Hamburg-St. Pauli.
Neben Helmuth Schreiner, dem Leiter der Hamburger Stadtmission, leitete Juhl zusätzlich zu seiner Gemeindearbeit die Stadtmission für den Stadtteil St. Pauli und wurde Vorsitzender des Landesverbandes der weiblichen Jugend. Er war Delegierter auf der Bundesvertreterversammlung des Westdeutschen Jungmännerbundes in Barmen 1921.
Juhl schrieb in dieser Zeit zahlreiche apologetische Schriften, in denen er den Angriffen verschiedenartigster Kirchengegner entgegentrat. Er nahm an Tagungen und Konferenzen der Volksmission in Isernhagen, Blankenburg in Thüringen, Spandau und Rostock teil.
1927 übernahm er die Leitung der Stadtmission in Halle/Saale. Dort gründete er die Zeitschrift Helfen und Heilen und baute mit „Haus Rungholt“ ein Heim für schwer erziehbare Mädchen, das unter anderer Aufgabenstellung heute noch existiert.
Im September 1928 nahm Juhl an dem Kongress für Innere Mission in Königsberg teil und erlebte dort die „Jungfernrede“ von Otto Riethmüller, der gerade das Amt als Direktor des Burckhardthauses und des „Evangelischen Reichsverbandes weiblicher Jugend“ in Berlin-Dahlem angetreten hatte. In der Folgezeit arbeitete Juhl zusammen mit Riethmüller in einer Kommission aus Männern und Frauen beider Reichsverbände mit, die ein gemeinsames Liederbuch der deutschen evangelischen Jugend schaffen sollten, das dann 1932 unter den Titeln Das neue Lied für die weibliche Jugend und Der helle Ton für die Jungmännerbünde erschien.
Im November 1929 traute Juhl Elsa Brändström und Robert Ulich im Kreis weniger Freunde im Bibliothekszimmer des Kurheimes „Bad Marienborn“ in Schmeckwitz. Elsa Brändström hatte Juhl als Gefangenen in Sibirien kennengelernt, wo er später zu ihren verlässlichen Mitstreitern gehörte.

### Bundeswart des Westdeutschen Jungmännerbundes in Wuppertal-Barmen
1930 trat Juhl als Nachfolger von Paul Humburg das Amt des Bundeswartes des Westdeutschen Jungmännerbundes in Wuppertal-Barmen an. Er übernahm dieses Amt in wirtschaftlich wie politisch angespannter Zeit. Die Weltwirtschaftskrise, die Reparationszahlungen nach dem „Young-Plan“, die Notverordnungen Heinrich Brünings und radikale politische Parteien erschütterten die Weimarer Republik. Wie viele seiner Zeitgenossen empfand auch Juhl seine Gegenwart als krisenhaft – er überschrieb seinen Bericht über den Westbund 1932 programmatisch „Evangelisches Jugendwerk in der Weltkrise“.
Juhl forderte die Überparteilichkeit des Jugendwerkes: „Wir haben unsere Jugend nicht in irgendeine Partei zu lancieren.“ Die Bibel galt ihm bei politischen Entscheidungen als der entscheidende Maßstab. Die Jugendlichen sollten lernen, wie die Bibel Volkstum, Rasse und Gesellschaftsordnung beurteilt. Gleichzeitig empfahl er den in der Jugendarbeit tätigen Pfarrern die Lektüre von Deutsches Volkstum, Die Tat und Glaube und Volk und bekundete damit eine weitgehende Übereinstimmung mit dem national-konservativen Tenor dieser Blätter.

#### Wegweisung für die Evangelische Jugend
Juhl sah seine vorrangige Aufgabe in der Wegweisung und Führung der evangelischen Jugend. Das Evangelische Jugendwerk sei der Jugend das Evangelium schuldig. Als pädagogisches Ziel formulierte er: „Für die Wahrheit, die Gerechtigkeit, für Gottes unbedingten Anspruch, auch an eigene Interessen, auch an deutsches Volk und deutsche Jugend, dafür werden Kämpfer gesucht. Dazu gilt es Jugend zu helfen, zu erziehen und zu führen.“
Juhl versuchte mit diesen Leitlinien inhaltliche Prämissen für evangelische Jungmännerarbeit zu setzen. Praktisch setzte er seine Vorstellungen in Kursen, Lehrgängen, Freizeiten und Tagungen um. In einem Jahr veranstaltete der Westbund über 100 Freizeiten und erreichte damit fast 10.000 junge Leute. Hinzu kam noch Bundesfeste, so zum Beispiel ein Bundestag, den fast 5.000 Mitglieder des Westbundes besuchten. Am 7. und 8. November 1931 wurde das 75-jährige Jubiläum des CVJM-Iserlohn gefeiert. Im Festgottesdienst in der Obersten Stadtkirche und auch am festlichen Nachmittag in der damaligen großen Halle der Alexanderhöhe sprach Juhl als Bundeswart des Westdeutschen Jungmännerbundes.
Auch die Schriftenmission war Juhl wichtig. Er selbst veröffentlichte im bundeseigenen Aussaat-Verlag Schriften, mit denen er seinen Mitarbeitern Hilfestellung geben wollte, so seine Abhandlung Grundfragen evangelischer Jugendführung.

#### Ringen um die Kriegsschuldfrage
Juhl nahm vom 4. bis 9. August 1931 als Delegierter des deutschen CVJM an der Weltkonferenz in Cleveland/Ohio teil. Zur Vorbereitung auf diese wichtige Tagung lernte er Englisch im Urlaub 1930 im Schottischen Hochland mit Aufenthalten in Edinburgh, Perth und Bonskeid und nahm vom 16. bis 28. Februar 1931 an der Vorkonferenz des CVJM in Genf teil.
Für den Reichsverband der Evangelischen Jungmännerbünde und verwandter Bestrebungen sollte die Weltkonferenz in den USA dem „Kampf gegen die Kriegsschuldlüge, von der alles deutsche Elend seinen Ursprung hat“, dienen. Der Reichsverband ging dabei strategisch vor: Einige seiner prominenten Mitglieder initiierten rege Briefwechsel mit Kollegen anderer Verbände, die als den Deutschen gewogen eingeschätzt wurden, – der Reichsverband betrieb aktive Diplomatie. Des Weiteren suchte er wissenschaftliche Unterstützung und bat Arnold Meyer, Professor für Geschichte in Göttingen, um ein Gutachten über das Verhältnis der Friedensverträge von Brest-Litowsk und Bukarest zum Versailler Vertrag – der Reichsverband holte gezielt Expertenmeinungen ein. Dieses Gutachten Meyers stellte die Verträge von Brest-Litowsk und Bukarest als großzügig und nachhaltig dem Frieden dienend dar. Schließlich antwortete der Reichsverband mit einer eigenen Denkschrift auf eine vom CVJM-Weltbund herausgegebene Studie, die der Reichsverband im Vorfeld der Weltkonferenz in Cleveland kommunizierte. An ihr arbeiteten führende Köpfe des deutschen Protestantismus mit, unter anderem Paul Althaus.
Die Denkschrift begann mit der Würdigung der Studie, „es sei zweifellos zu begrüßen, dass der Weltbund der Frage seiner Verantwortung gegenüber den Beziehungen zwischen den Völkern seine Aufmerksamkeit in einer Weise zuwendet, die einen Fortschritt gegenüber den bisher vorherrschenden Methoden bedeutet“. Doch schon bei der „grundsätzlichen Darlegung“ widersprach die Denkschrift der Studie auf das Schärfste. Es sei in der Studie „klar gesagt, dass für die einen ‚die Ordnung der Welt eine andere als die Ordnung der Gemeinde‘ ist, während die anderen fest von der Notwendigkeit und Möglichkeit ‚der Verchristlichung der menschlichen Zivilisation‘ überzeugt sind“. Keine dieser beiden Auffassungen könne Zustimmung finden. Auch die Einschätzung „Zur Weltlage“ wurde rigoros abgelehnt.
Die Denkschrift rief Widerspruch hervor. So verwahrte sich Alphons Koechlin, zu diesem Zeitpunkt bereits Vorsitzender verschiedener Ausschüsse und später Vizepräsident, gegen die „Verquickung von Theologie und politischen Anliegen“.
In Cleveland legte das Exekutivkomitee der deutschen Delegation einen „vorläufigen Entwurf“ vor, den die deutsche Delegation (Stoltenhoff, Ministerialdirektor von Kameke, Juhl) änderte. Es kam zu erbitterten Auseinandersetzungen. Aber dann verlief die Konferenz völlig anders als erwartet. Der schottische Delegierte MacKay forderte in der Eröffnungssitzung, „‚dieses Brandmal‘ wegzunehmen und Genugtuung zu geben“. Auch Reinhold Niebuhr, Professor für Christliche Ethik am Union Theological Seminary in New York, bezeichnete die alleinige Schuld Deutschlands am Krieg als „Kriegsbetrug“. Schließlich kam es am 8. August 1931 zu einer Abstimmung über die „Kriegsschuldresolution“. In ihr betonte die Weltkonferenz noch einmal, dass sie nicht dafür zuständig sei, sich „mit all den politischen Seiten einer Frage zu befassen, an die sie nur auf Grund ihrer gemeinsamen geistlichen Aufgaben herantreten, aber sie wünsche doch [...] nichts gemein zu haben mit der Ungerechtigkeit, einem Volke oder einer Gruppe von Völkern allein die ausschließliche Verantwortung für den Weltkrieg beizumessen.“
Während die deutschen CVJM die Kundgebung als glorreichen Sieg feierten und auch außerhalb ihrer Reihen viel positives Echo erfuhren, sprach der Völkische Beobachter von „Deutscher Jämmerlichkeit im Ausland“. Die deutsche Delegation habe sich der Stimme enthalten und sich so dem Versailler Diktat gegenüber „neutral“ erklärt.

#### Vertretung des Westdeutschen Jungmännerbundes auf Reichsebene
Als Bundeswart vertrat Juhl den Westbund im Reichsverband der evangelischen Jungmännerbünde und verwandten Bestrebungen. Innerhalb des Reichsverbandes setzte sich Juhl für eine straffere Zusammenfassung des Jungmännerwerkes ein. Dazu erarbeitete er ein Konzept, das er im Mai 1933 der Reichsvertretertagung vorlegte. Ein wesentlicher Punkt war die Erweiterung der Kompetenzen des Reichswartes Erich Stange, der das Jungmännerwerk nach außen vertreten sollte. Eine andere Neuerung war die Konstituierung eines „Führerrates“, der die Geschäfte des Reichsverbandes führen und eine neue Verfassung ausarbeiten sollte. Zu diesem Führerrat gehörten Stange als Vorsitzender, Fritz Humburg aus dem Vorstand des Westbundes, Hugo Hohloch vom CVJM-Stuttgart, der Nationalsekretär des Reichsverbandes Hero Lust, der Vorsitzende des Ostdeutschen Jungmännerwerkes Friedrich Peter und Juhl selbst. Das so neu geordnete Jungmännerwerk schloss sich im Juli 1933 mit den weiblichen Jugendverbänden unter der Führung von Stange zum „Evangelischen Jugendwerk“ zusammen.
Juhl hatte innerhalb der „Evangelischen Jugend Deutschlands“ (EJD) das „Amt für Formgestaltung“ inne und legte „Maßnahmen zur Vereinheitlichung der Formgebung“ vor, die am 13. Juni 1933 durch die Führerschaft der EJD zum Beschluss erhoben wurden. Darin heißt es u. a.:
„Evangelische Jugend grüßt sich allgemein mit folgendem Gruß: a) Grußgeste: Heben des rechten Armes; b) Grußwort vorläufig: Sieg-Heil.“
Juhl erinnerte sich später:
„Die Jahre 1933/1934 brachten mir besonders viele Begegnungen mit Otto Riethmüller, Begegnungen, die uns näher zusammenführten und enger verbanden als alles Bisherige. Es ging ja in der Zeit um nichts weniger als um Sein oder Nichtsein des ganzen Evangelischen Jugendwerkes im Kampf mit Diktatur und Terror. Wir gehörten beide (sc. neben Stange, Smidt und Dannenmann) zu dem fünfköpfigen Führerring, der den ganzen erbitterten Kampf auszutragen und die Einzel- und Gesamtentscheidungen vor den Gliederungen unserer Werke zu verantworten und zu vertreten hatten.“
Gemeinsam verhandelten die evangelischen Jugendverbände über die von Reichsbischof Ludwig Müller und Reichsjugendführer Baldur von Schirach betriebene „Eingliederung“ der evangelischen Jugendverbände. Juhls Haltung zur Eingliederung war zwiespältig: Auf der einen Seite wollte er eine Zusammenarbeit mit Müller und Schirach, auf der anderen wollte er die Eigenständigkeit des Westbundes wahren. Im Dezember 1933 scheiterten die Gespräche über eine einvernehmliche Zusammenarbeit der evangelischen Jugendverbände mit dem Reichsbischof und dem Reichsjugendführer; Müller und Schirach unterzeichneten über die Köpfe der Jugendvertreter hinweg den Eingliederungsvertrag, der das Jugendwerk der Hitlerjugend unterstellte und nach dessen Bestimmungen dem Jugendwerk nunmehr viele seiner traditionellen Betätigungsfelder verboten wurden.
Daraufhin ließ Juhl ein Rechtsgutachten anfertigen, das in Opposition gegen die Reichskirchenleitung und den Reichsjugendführer den Vertrag für ungültig erklärte. Von der Reichsregierung erhoffte er sich weiterhin ein Eingreifen zugunsten des Jugendwerkes. Im Februar 1934 zerbrach diese Hoffnung, als Hitler den Vertrag anerkannte. Juhl kommentierte dessen Entscheidung: „Der Staat hat gesprochen. Der Wille des Führers ist klar. Wir wollen beweisen, dass wir keine Sabotage treiben, sondern immer die Einheit der deutschen Jugend gewollt haben, auch da, wo man es uns nicht glaubte.“
Durch eine Entlassung der Mitglieder wollten Juhl und die Verantwortlichen den Eingliederungsvertrag unterlaufen. Die Mitglieder des Jugendwerkes wurden dadurch nicht automatisch Mitglieder der HJ – sie mussten dazu ihre persönliche Bereitschaft erklären. Das Jugendwerk hatte auf diese Weise einen Weg gesucht und gefunden, sich dem Willen des Reichsbischofs und Schirachs zu widersetzen.
Die Jugendvertreter versuchten, die Macht des von Müller berufenen Reichsjugendpfarrers Karl Friedrich Zahn, der die Eingliederung durchführen sollte, einzudämmen. Dazu schlugen sie Juhl als zweiten Jugendpfarrer vor. Juhl geriet dabei zwischen die Fronten. Er musste erleben, dass die Leiter der Westbund-Vereine ihm „Verrat“ an der evangelischen Jugend vorwarfen. Ende Februar 1934 bat er um seine Beurlaubung und dann um seine Entlassung. Der Westbund berief Johannes Busch zu seinem Nachfolger.
Birgit Siekmann schrieb über Juhl:
„… sein Einsatz für den Westbund, dessen Wohl ihm als Bundeswart anvertraut war, verdient Beachtung. Durch dieses Amt geriet er an exponierter Stelle in den ‚Kampf um die Jugend‘, so der Titel eines Buches des bayerischen Landesjugendpfarrers Heinrich Riedel. Dabei genoss er die ausdrückliche Wertschätzung zum Beispiel seines Nachfolgers Johannes Busch oder eines Otto Riethmüller. Um so tragischer ist es, das seine Arbeit mit einem Missklang endete, der Juhl selbst bis ins Innerste traf. Aber es ist falsch, Juhl nur von dem Ende seiner Arbeit aus zu bewerten. In den nur fünf Jahren seiner Amtszeit hatte er sich unter den Führern der anderen Jugendverbände und im Reichsverband eine angesehene Stellung erarbeitet; sein Wort hatte Gewicht. Juhl selbst bezeichnete seine Jahre beim Westbund noch 1970 in einem Schreiben an Walter Stursberg, seit 1946 Bundessekretär des Westbundes, als die ‚schönsten Jahre seines Lebens‘.“

### Pfarrer in Hamburg
Juhl kehrte 1934 nach Hamburg zurück und wurde dort Pfarrer in Hamburg-Groß Flottbeck. Hier schloss er sich den Pastoren der Bekennenden Kirche an. 1935 schrieb er für die Bekenntnisgemeinschaft in Schleswig-Holstein eines der Breklumer Hefte. In seiner Reformationsfest-Predigt 1937 Verrat an Luther? verteidigte er mit Luther die Bedeutung des Alten Testaments für den christlichen Glauben.
Am 21. Mai 1939 wurde das mit Hilfe einer großzügigen Spende von Hermann Reemtsma erbaute Gemeindehaus in Groß Flottbek von Propst Wilhelm Schetelig, einem Freund Juhls, eingeweiht.
In seinem 1939 erschienenen Buch Wir litten für Deutschland beschrieb Juhl die nationalsozialistische Machtübernahme so:
„Und dann – kam der S o n n e n a u f g a n g – ‚nach langer Schande Nacht uns allen in Flammen aufgegangen‘ … Wie ein Sturmwind brauste das deutsche Erwachen durch Land und Volk … Wer hätte wohl mehr jubeln können als wir ehemaligen Gefangenen! Wer konnte die siebente Revolution wohl besser verstehen und freudiger begrüßen als wir, denen sechs Revolutionen Leib und Seele bis ins innerste Mark hinein zerrüttet und zerfressen hatten?! – All unser glutheißes Hoffen hinter Stacheldraht – jetzt fing es an sich zu erfüllen; all unser tiefstes Ahnen, Sehnen und Träumen – jetzt begann es sich zu verwirklichen! Nun endlich –  endlich brach der Tag der Freiheit wirklich an, den wir in tiefster Not und Qual von der Rückkehr in die Heimat erhofft – umsonst erhofft! Nun erst taten sich die Tore der Gefangenschaft wirklich für uns auf! Nun erst ward auch unsere Schmach getilgt, unter der wir bis zur Verzweiflung all die Jahre schon gelitten. …“
Seine Schrift Wir litten für Deutschland. Hinter Stacheldraht – und doch an vorderster Front (Bahn, Schwerin 1939) wurde nach dem Zweiten Weltkrieg in der Sowjetischen Besatzungszone auf die Liste der auszusondernden Literatur gesetzt.

### Nachkriegszeit und Ruhestand
Von 1946 bis 1954 wirkte er als Pastor und Propst in Leck/Südtondern. Bei den synodalen Auseinandersetzungen 1946/1947 um den Aufbau und die Struktur der Ev.-Luth. Landeskirche Schleswig-Holsteins nach dem Zweiten Weltkrieg setzte sich Juhl zusammen mit anderen dafür ein, Präses Wilhelm Halfmann die Bezeichnung eines Landesbischofs zu geben und der Kirchenleitung das Recht zu verleihen, je einen Landespropst für Schleswig und für Holstein zu ernennen.
Im Spätsommer 1948 folgte Juhl einer Einladung nach Schweden, wo auf Schloß Gripenberg bei Tranäs durch die Bemühungen schwedischer und norwegischer Menschenfreunde (u. a. Birger Forell) in sechswöchigem Wechsel jedes Mal 20–30 „deutsche Männer und Frauen, die in der Nächstenhilfe ihre Kraft verzehrt haben, seelische, geistige und körperliche Erholung finden“ sollten. Sie trafen sich dort mit Vertretern verschiedener anderer Nationen – vor allem Schweden, Norweger, Finnen, aber auch Dänen, Holländer, Engländer u. a. – zum geistigen Austausch. In fast täglichen Referaten, zu denen jeder geladene Gast sich mit verpflichten musste, und eingehenden Aussprachen um den Kamin und auf Spaziergängen versuchte man dort, „mitzuarbeiten an der Verständigung unter den Völkern, den Berufen und sozialen Schichten des eigenen Volkes und zwischen Mensch und Mensch“.
Anfang November 1948 nahm Juhl auf Einladung des Ökumenischen Rates der Kirchen in Genf an der deutsch-dänischen Grenzkonferenz in Snoghoi bei Fredericia teil; Ende Mai 1952 am Nordisch-deutschen Kirchenkonvent im Schloss Liselund auf Seeland.
Seit 1949 gehörte Juhl zum Fördererkreis der Evangelischen Woche Flensburg. In der ersten Hälfte der fünfziger Jahre beteiligte er sich an vier je achttägigen amerikanisch-deutschen Theologen-Tagungen in Bad Boll und Neuendettelsau.
Von Februar 1953 bis Juni 1958 war Juhl Mitglied der Kirchenleitung der Ev.-Luth. Landeskirche Schleswig-Holsteins. Im Mai 1953 vertrat er die Landeskirche beim Zusammentreffen von Männern der evangelischen Kirche mit führenden Politikern, vor allem der SPD, in Königswinter; Anfang September 1953 beim achthundertjährigen Jubiläum des Bistums Linköping in Schweden; im Oktober 1953 bei der Einführung des neuen Landesbischofs für Sachsen, D. Noth, in Meißen.
Seinen Ruhestand verlebte Juhl ab 1955 in Hamburg-Volksdorf.
Von August bis Oktober 1958 reiste er zum dritten Mal nach Amerika mit Aufenthalten „auch wieder in New York und Washington, aber diesmal vor allem im ‚amerikanischsten Amerika‘ in middle-west: in Illinois, Wisconsin, Michigan, Indiana. Auch stand ich wieder auf dem Empire State Building, immer noch der höchste Wolkenkratzer der Welt“.
Er blieb noch zehn Jahre schriftstellerisch tätig. Vier seiner bedeutendsten Bücher (Neufassung von Näher nach Hause sowie Elsa Brändström, Weihnachtsgeschichten, Die Begleiter) entstanden in seinem achten (!) Lebensjahrzehnt. Die dritte Auflage seines Buches Näher nach Hause. Ein Bilderbuch zur Bibel im Jahr 1971 wurde wenig später im Kirchlichen Gesetz- und Verordnungsblatt der Ev.-Luth. Landeskirche Schleswig-Holsteins (Stück 1, 1972) wärmstens empfohlen: „Was der Verfasser als Jugendführer und Seelsorger in der Großstadt und auf dem Lande und nicht zuletzt als Mensch unter Menschen erlebt hat, lässt er in seinem ‚Bilderbuch‘ transparent werden für die Wirklichkeit, die jenseits der sichtbaren Dinge liegt. Die aus dem erlebten Leben gestalteten Bilder führen den Leser an die immer noch wenig gekannte und oft missverstandene Bibel heran.“
Juhl starb 1975 hochbetagt im Alter von 90 Jahren in Hamburg-Rissen. Der 1919 in Garding geschlossenen Ehe entstammten sechs Töchter und drei Söhne. Sein jüngster Sohn wurde auch Pastor und Propst.

## Schriften

### Autor
- Die geistige und seelische Not unserer Gefangenen in Sibirien, Hamburg: Agentur des Rauhen Hauses 1919.
- Vor neuem Wagnis. Bericht, erstattet auf der Bundesvertretung des Westdeutschen Jungmännerbundes, Barmen 1921.
- Der Geist des Menschen und die Geisterwelt. Dunkle Fragen des Seelenlebens, beleuchtet für suchende Menschen, Schwerin: Friedrich Bahn 1923 (8. Aufl. 1930), darin:
  - 1. Tagesbewußtsein und Unterbewußtsein.
  - 2. Fernwirkung im Raum.
  - 3. Fernwirkung in der Zeit.
  - 4. Das Traumleben.
  - 5. Spiritismus.
- Dein Weg, Selbstverlag 1925.
- Blinkfeuer in Nacht und Nebel. Erlebtes und Geschautes aus dem bunten Bilderbuch meines Lebens, Schwerin: Friedrich Bahn 1925 (5. Aufl. 1928).
- Im Ringen mit Satans Reich.  Aberglaube und Zauberei, Berlin-Dahlem: Wichern 1926.
- Wegzehrung am Totensonntag, Halle: Köhler 1927.
- Von Sternen, Steppen und Stacheldraht. Fünf Jahre Sibirien, Schwerin: Friedrich Bahn 1928 (Auszüge aus Blinkfeuer in Nacht und Nebel).
- Gericht oder Rettung, Halle: Köhler 1929.
- Um Gipfel und Abgrund. Ein Wort zur modernen Krise des Christentums, Schwerin: Friedrich Bahn 1930 (ein Kapitel gleichen Namens findet sich in Näher nach Hause ..., 1949, S. 35 ff.; 1959, S. 39 ff.).
- Um Wahrheit und Wirklichkeit, Schwerin: Friedrich Bahn 1930; darin:
  - Vom Willen zur Wahrheit.
  - Vom Ringen um zwei Welten.
  - Vom Glauben an das Leben.
  - Vom Weg zum Heldentum.
  - Vom Lernen der Sprache Gottes.
- Unseres Glaubens Wagnis. Um Wahrheit und Ehre. Unser Kampf um „Botschaft“ und Kriegsschuldfrage in Amerika, Barmen: Westdeutscher Jungmännerbund 1931.
- Evangelisches Jugendwerk in der Weltkrise. Bericht, erstattet auf der Bundesvertretung des Westdeutschen Jungmännerbundes in Münster 1932, o. O., o. J. [1932].
- Grundfragen evangelischer Jugendführung, Wuppertal-Unterbarmen: Aussaat 1932.
- Aberglaube und Zauberei – Wahn oder Wirklichkeit? (Breklumer Heft Nr. 5), Breklum: Amt für Volksmission 1935.[54]
- Um Wahrheit und Ehre, in: Junge Kirche 5 (1937) 176–179.
- Verrat an Luther? Reformationsfestpredigt am 31. Oktober 1937 in Groß Flottbek, Hamburg: Agentur des Rauhen Hauses 1937 (online auf Archive.org).
- Was Frauen vermochten. Hilfe hinter Stacheldraht, Schwerin: Friedrich Bahn 1938.
- Ob Satan oder Gott, wenn es nur hilft! Wahn und Wirklichkeit in der Welt des Aberglaubens (Klares Ziel, Heft 10), Brandenburg (Havel): CVJM o. J.; Berlin: Ostwerk 1939.
- Wir litten für Deutschland. Hinter Stacheldraht – und doch an vorderster Front. Mit einem Vorwort von Adolf Fürst zu Bentheim-Tecklenburg, Schwerin: Friedrich Bahn 1939.
- Mit der Bibel in sibirischer Gefangenschaft, Konstanz: Christliche Verlagsanstalt 1940.
- Weihnacht erlebt und erlitten, Schwerin: Friedrich Bahn 1940.
- Näher nach Hause. Ein Bilderbuch zur Bibel, Rendsburg: Heinrich Möller Söhne (Kirche der Heimat Husum) o. J. (1949), Neufassung Hamburg: Agentur des Rauhen Hauses 1959 (3. Aufl. 1971).
- Weihnachtsgeschichten. Erzählungen, Stuttgart: Quell 1964.
- Die Begleiter. Unvergeßliche Begegnungen in aller Welt, Stuttgart: Quell 1965.

### Mitautor und Herausgeber
- Was fange ich heute mit der Bibel an? Schwerin: Friedrich Bahn 1924 (5. Auflage 1925), darin:
  - 1. Wie entstand die Bibel? Von Pastor Julius Hahn, Hamburg-Eilbeck
  - 2. Was will die Bibel? Von Pastor Julius Hahn, Hamburg-Eilbeck
  - 3. Was gibt die Bibel? Von Pastor Franz Tügel, Hamburg-St. Pauli
  - 4. Warum glaube ich der Bibel? Von Pastor Franz Tügel, Hamburg-St. Pauli
  - 5. Wie lese ich meine Bibel? Von Pastor Eduard Juhl, Hamburg-St. Pauli
  - 6. Wie lebe ich meine Bibel? Von Pastor Eduard Juhl, Hamburg-St. Pauli (online auf seelsorgenet.de)
- Junge, Junge [Zeltlager], Barmen o. J.
- Mannhafte Jugend. 50 Jungenandachten, Wuppertal-Barmen: Aussaat 1930.[55]
- Ihr seid Adler. 50 Andachten für junges Volk, Wuppertal-Barmen: Aussaat 1933.
- Elsa Brändström. Weg und Werk einer großen Frau in Schweden, Sibirien, Deutschland und Amerika, Stuttgart: Quell 1962 (zusammen mit Margarete Klante und Herta Epstein).